# Roberta Angelilli
Roberta Angelilli (Roma, 1º febbraio 1965) è una politica italiana.
È stata europarlamentare per quattro mandati consecutivi, dal 1994 al 2014 e vicepresidente dell’Europarlamento nei suoi ultimi 5 anni. Dal 13 marzo 2023 è vicepresidente della Regione Lazio nella giunta del presidente Francesco Rocca.

## Biografia
Ha conseguito la laurea in scienze politiche presso l'Università di Roma "La Sapienza", un master di secondo livello in diritto europeo e un master in diritto amministrativo.

### Attività politica
Nel 1980 inizia la sua attività politica nei nuclei studenteschi di Roma, mentre dal 1985 al 1992 è stata responsabile per il Lazio dell'associazione ambientalista Fare Verde. Tra il 1991 ed il 1993 è tra i promotori dell'ONG di volontariato internazionale Movimento Comunità, partecipando in collaborazione con la Caritas, all'allestimento alle porte di Zagabria di un centro di accoglienza per i bambini profughi di Croazia e Bosnia..
Nel 1993 viene eletta segretario provinciale di Roma del Fronte della Gioventù, organizzazione giovanile del MSI.
Alle elezioni europee del 1994 è eletta per la prima volta deputato al Parlamento Europeo nelle liste di Alleanza Nazionale. Dal 1996 al 1997 è presidente provinciale di Azione Giovani, organizzazione giovanile di Alleanza Nazionale.
Nel 1998 diventa dirigente provinciale di Roma di Alleanza Nazionale. Alle elezioni europee del 1999 viene riconfermata al Parlamento Europeo, seconda della lista di Alleanza nazionale subito dopo Gianfranco Fini, con oltre 50.000 preferenze. Nel 2000 viene nominata commissario straordinario della federazione, prima donna a guidare Alleanza Nazionale a Roma. Nel 2002 è nominata coordinatrice regionale di Alleanza Nazionale nel Lazio, incarico che mantiene per tre anni.
Alle elezioni europee del 2004 ottiene il terzo mandato al Parlamento Europeo nella lista di Alleanza Nazionale nella circoscrizione centro, ricevendo oltre 87.000 preferenze. È stata iscritta al gruppo Unione per l'Europa delle nazioni, è capo delegazione di Alleanza Nazionale, membro della Commissione per le libertà civili, la giustizia e gli affari interni, della Commissione per lo sviluppo regionale; della Delegazione per le relazioni con gli Stati del Golfo, compreso lo Yemen, della Delegazione per le relazioni con Svizzera, Islanda e Norvegia.
Nel 2005 entra a far parte dell'Esecutivo politico di Alleanza Nazionale.
Alle elezioni del Parlamento europeo del 2009 è eletta per la quarta volta nelle liste del Popolo della Libertà, risultando seconda nella circoscrizione Italia centrale e aderisce al Partito popolare europeo. Il 14 luglio 2009 viene eletta al terzo turno, con 274 voti su 644 voti validi, vicepresidente del Parlamento europeo. Il 18 gennaio 2012 è stata confermata nella carica con 246 voti su 672.
A Bruxelles è componente della Commissione Libertà Civili, Giustizia e Affari Interni, della Commissione per i Diritti della Donna e l'Uguaglianza di Genere e della Commissione per l'occupazione e gli affari sociali. È membro della delegazione per le relazioni con l'Afghanistan e con i paesi del Maghreb e l'Unione del Maghreb arabo. Presso l'ufficio di Presidenza del Parlamento europeo ha la delega ai diritti dei minori, al personale ed è responsabile dell'Assemblea Parlamentare Euro-Mediterranea. È stata relatrice della Direttiva Europea contro l'abuso e lo sfruttamento sessuale minorile e la pedopornografia approvata il 27 ottobre 2011.
A giugno 2012 si è mostrata attiva sul tema della messa al bando delle mutilazioni genitali femminili.
Il 16 novembre 2013, con la sospensione delle attività del Popolo della Libertà, aderisce al Nuovo Centrodestra (NCD) guidato da Angelino Alfano, con cui alle elezioni europee del 2014 viene candidata al Parlamento europeo, tra le liste del Nuovo Centrodestra - Unione di Centro nella circoscrizione Italia centrale, raccogliendo 25.443 preferenze ma risultando non eletta.

#### Fuori dall'Europarlamento
Nel 2015 abbandona il NCD per aderire ad Identità e Azione (IDeA) di Gaetano Quagliariello.
Nel 2016 è tra i promotori della campagna per il "no" al referendum costituzionale di Renzi (Comitato Civici e Riformatori per il No).
Alle elezioni regionali nel Lazio del 2018 in virtù di un accordo tra IDeA e Forza Italia, viene candidata al Consiglio regionale all'interno delle liste di Forza Italia, in provincia di Roma. Prima dei non eletti, ad agosto subentra come consigliere regionale a Adriano Palozzi, sospeso come conseguenza del suo arresto, e s'iscrive al gruppo del candidato Presidente Stefano Parisi. La supplenza della Angelilli terminerà nel dicembre dello stesso anno con il reintegro di Palozzi in consiglio. Attualmente è componente dell'European Parliament former members Association.
Il 9 dicembre 2018 il movimento “Cuori Italiani”, di cui fa parte, si federa con Fratelli d’Italia di Giorgia Meloni in vista delle elezioni europee del 2019, nella cui lista viene candidata nella circoscrizione Centro dove ottiene 17.857 preferenze, non venendo eletta. Dal 2019 è componente dell'Esecutivo nazionale di Fratelli d'Italia.

#### Vicepresidente della Regione Lazio
Alle elezioni regionali nel Lazio del 2023 si è candidata tra le liste di Fratelli d'Italia, nella circoscrizione di Roma, e con quasi 28.000 preferenze risulta eletta. Il 12 marzo diventa vicepresidente di Francesco Rocca e assessore con deleghe regionale allo sviluppo economico, commercio e industria.

## Vita privata
È stata sposata con Andrea Augello, senatore e sottosegretario alla pubblica amministrazione e innovazione nel governo Berlusconi IV, scomparso il 28 aprile 2023.